# Cássio Barros
Cássio Alves de Barros, detto Cássio (Rio de Janeiro, 17 gennaio 1970), è un ex calciatore brasiliano, di ruolo difensore.

## Caratteristiche tecniche
Giocava come laterale sinistro.

## Carriera

### Club
Cresciuto nelle giovanili del Vasco da Gama, Cássio debuttò in prima squadra nel 1989, facendo il suo esordio in massima serie nazionale il 24 settembre contro il Bahia. Con il club bianco-nero vinse il campionato in quello stesso anno, mettendo insieme 11 presenze e 1 gol. Fu titolare nel Vasco fino al 1994, disputando incontri di Coppa Libertadores (1990) e Coppa CONMEBOL (1993): nel 1995 giocò per una stagione al Fluminense. Tornato al Vasco, vi disputò altre due annate, segnando anche un gol nella Coppa CONMEBOL 1996. Nel 1997 passò al Guarani e al Santos, giocando così per la prima volta con squadre dello stato di San Paolo. Nel 1999 passò ai tedeschi dello Stuttgarter Kickers, con la cui maglia partecipò a due campionati di 2. Fußball-Bundesliga. Nel 2001 chiuse la carriera dopo una stagione con il Goiás.

### Nazionale
Nel 1989 partecipò al campionato del mondo Under-20 1989, giocando 5 incontri e segnando 1 gol (nel 5-0 con il Mali). Cássio debuttò in Nazionale maggiore l'11 settembre 1991 contro il Galles. Giocò poi una serie di amichevoli con la Nazionale olimpica tra il 1991 e il 1992, totalizzando 5 presenze. Nel 1992 fu convocato al Torneo Pre-Olimpico CONMEBOL, senza però mai scendere in campo.

## Palmarès

### Club

#### Competizioni nazionali
- Campionato brasiliano: 1

Vasco da Gama: 1989
- Campionato Carioca: 3

Vasco da Gama: 1992, 1993, 1994